# 리 메리웨더
리 메리웨더(Lee Meriwether, 1935년 3월 27일 ~ )는 미국의 배우, 전직 모델이다. 1955 미스 아메리카 우승자이다.

## 생애

### 어린 시절
메리웨더는 캘리포니아주 로스앤젤레스에서 클라우디우스 그레그 메리웨더와 에델 이브 멀리건 사이에서 태어났다. 그녀에게는 한 명의 형제인 돈 브렛 메리웨더가 있었는데 그녀는 애리조나주 피닉스에서 가족이 이주한 후 샌프란시스코에서 자랐다. 그녀는 조지 워싱턴 고등학교에 다녔는데 그곳에서 반 친구 중 한 명이 조니 매티스였다. 그녀는 나중에 샌프란시스코 시티 칼리지에 다녔고 그곳에서 같은 반 친구 중 한 명이 동료 배우 빌 빅스비였다.
미스 샌프란시스코에서 우승한 메리웨더는 1954년 미스 캘리포니아에서 우승한 이후로 1955년 존 밀링턴 싱의 독백 리사이틀을 통해 미스 아메리카로 등극했다. 그 후 그녀는 그 일요일에 존 찰스 데일리(그 해에 대회 진행자이기도 한)가 진행하는 왓츠 마이 라인에 출연했는데 미스 아메리카로 군림한 후, 그녀는 투데이 쇼에 합류했다.
1956년 8월 1일, 메리웨더와 조 디마지오의 국제 뉴스 와이어포토가 약혼을 발표했다. 그러나 디마지오 전기 작가 리처드 벤 크레이머에 따르면, 이 소문은 월터 윈첼이 시작한 것이었다.

### 개인 생활
1958년 4월 20일, 메리웨더는 프랭크 애터와 결혼했다. 그들은 두 딸을 두었기 때문에 1974년에 이혼했다. 1986년 9월 21일, 메리웨더는 마샬 보든과 결혼했다.

## 활동

### 1950년대
메리웨더는 1955년부터 1956년까지 NBC의 투데이 쇼에서 "투데이 걸"로 활동했다. 그녀의 장편 영화 데뷔는 1959년 로버트 랜싱 주연의 4D 맨에서 린다 데이비스 역으로 이루어졌는데 그녀는 필 실버 쇼 에피소드 "시라노 데 빌코"에 출연했다.

### 1960년대
1961년 메리웨더는 첫 남편(프랭크 애슬레터)의 시즌제 CBS 시트콤 '버디를 키우다'의 에피소드 '버디와 아마존'에서 글로리아 역으로 게스트 출연한 적이 있었기 때문에 그녀는 시즌 4에서 Leave It To Beaver 에피소드 "Community Chest"에도 출연했다. 1962년, 그녀는 CBS 앤솔로지 시리즈인 로이드 브리지스 쇼의 "내 아이는 아직 낯선 사람" 에피소드에서 마사 엘바이스 역으로 캐스팅되었다. 그녀는 1962년 ABC 시트콤 '나는 디킨스, 그는 펜스터'의 에피소드에서 간호사 디킨스 역을 맡았다. 1963년부터 1965년까지 그녀는 NBC 의학 드라마 '닥터 킬데어'의 8개 에피소드에 다양한 역할로 캐스팅되었는데 1964년, 그녀는 CBS 어드벤처 시리즈인 Route 66에서 "This Is To Hurt Me Than Hurt You"에서 자넬 캐릭터를 연기했다. 1965년, 그녀는 잭 베니 프로그램의 한 에피소드에서 비서 역으로 출연했다. 1965년 12시클록 하이 에피소드 "만 피트에서의 반란"에서 에이미 패터슨 중위 역을 맡았고, 1965년 에피소드 "아이돌레이터"와 1966년 에피소드 "아웃사이더"에서는 필리스 빈센트 대위 역을 맡았다. 그녀는 시즌 2 에피소드 "빅 브라더"에도 게스트로 출연했다. 그녀는 1966년부터 1967년까지 제임스 대런과 로버트 콜버트와 함께 싱글 시즌, 공상 과학, 텔레비전 시리즈 '타임 터널'에 단골로 출연했다.
메리웨더는 NBC 시리즈 "The Man from U.N.C.L.E." ("매드, 매드 티 파티", 1965)에서 닥터 에그레트 역으로 출연했으며, 헤이즐 에피소드 ("30분 안에 30파운드를 감량하는 방법", 1965)에서는 운동 스튜디오의 주인인 미스 윌슨 역을 맡았다. 메리웨더는 배트맨 영화 (1966)에서 캣우먼 역을 맡았으며, 1967년 배트맨 TV 시리즈의 두 에피소드에서 브루스 웨인의 연인인 리사 카슨 역으로 출연했다. 이는 "킹 투트 쿠데타"와 "배트맨의 워털루" 에피소드에서 중요한 역할을 했기 때문에 1960년대 후반과 1970년대 초반에는 '도망자', 매닉스, 스타트렉 에피소드 '살아남은 자'(1969), 페리 메이슨 에피소드 #245 '부정행위자 사건', '좌절한 민중 가수 사건'(1965), F 트룹 에피소드 '오루크 대 오루크' 등 수많은 TV 시리즈에 게스트 출연한 바 있었다.
영화에서 메리웨더는 존 웨인과 록 허드슨과 함께 '언패딩'을, 앤디 그리피스와 함께 '엔젤 인 마이 포켓'(둘 다 1969년 개봉)에 출연했다. 그 두 영화와 같은 해에 그녀는 여섯 편의 미션에서 IMF 스파이 트레이시 역을 맡았는데 바바라 베인이 떠난 후 시즌 4에서 불가능한 에피소드들이었다.

### 2000년대
2002년에는 다큐멘터리 영화 '미스 아메리카'에 출연했다. 2003년 메리웨더는 TV-영화 '박쥐굴로 돌아가기'에 출연했는데 아담과 버트의 모험. 그녀는 또한 오프브로드웨이에서 인터랙티브 코미디 영화인 '실비아 할머니의 장례식'에도 출연했다. 그녀는 비디오 게임 메탈 기어 솔리드 4: 플레이스테이션 3용 패트리어츠의 총에서 빅 마마의 목소리를 맡았다. 그녀는 또한 게임의 오프닝 비디오 중 하나에서 토크쇼 진행자로 출연하여 게임에서 솔리드 스네이크의 목소리를 맡은 데이비드 헤이터와 인터뷰를 진행했고 2006년에는 제임스 가너, 애비게일 브레슬린, 빌 코브스 등과 함께 '더 얼티밋 기프트'에 출연했다. 2008년, 메리웨더는 디즈니 채널 오리지널 시리즈 '웨이벌리 플레이스의 마법사들'의 에피소드 '하퍼 노우즈'에서 만화책 캐릭터 배틀 디바 역으로 짧은 카메오 출연을 했다. 2010년, 그녀는 노 리미트 키즈에서 할리우드 베테랑 빌 콥스와 다시 한 번 스크린에서 재회했습니다: 중학교에 대한 많은 이야기. 그녀는 플래티넘게임즈의 비디오 게임 밴퀴시에서 윈터스 대통령의 목소리를 맡았다.

### 1970년대
메리웨더는 1973년부터 1980년까지 방영된 CBS 시리즈 바나비 존스에서 버디 에브센의 반대편에서 비서이자 며느리인 베티 존스 역으로 수상 후보에 올랐다. 시리즈가 8년 동안 방영되는 동안 그녀는 선배인 에브센과 화면 안팎에서 케미를 즐겼는데 시리즈가 방영되는 동안 그녀는 한 에피소드에서 전 반 친구이자 절친인 빌 빅스비와 재회했다. 그녀가 바나비 존스에서 활동한 후, 메리웨더는 EBSen과 가장 친한 친구가 되었고 2003년 7월 6일 사망할 때까지 오랫동안 연락을 유지했다. 그녀는 1978년 텔레비전 영화 '트루 그릿'에 루스터 코그번 역으로 워렌 오츠와 함께 출연했으며, 올스타 앙상블 출연진과 함께 크루즈 인투어 테러에 출연했다. 또한, 서커스 오브 더 스타즈에 네 번 출연했으며, 게임 쇼 매치 게임의 정규 패널로도 활동했다.

### 1980년대
메리웨더는 1960년대 텔레비전 시트콤 '더 먼스터 투데이'의 1988-1991년 부활작 '더 먼스터스 투데이'에서 릴리 먼스터 역을 맡았으며, 제이슨 마스든, 존 척, 하워드 모튼, 힐러리 반 다이크와 함께 출연했다. 그녀는 또한 러브 보트와 판타지 아일랜드에 여러 차례 게스트로 출연했다.

### 1990년대
1990년대에 그녀는 스페이스 고스트 코스트 투 코스트 에피소드에 자신으로 출연했다. 1993년, 그녀는 "도둑들의 배" 에피소드 "Murder, She Write"에 게스트로 출연했다. 1996년 메리웨더는 메리 피켓을 대신해 드라마 '올 마이 칠드런'에서 루스 마틴 역을 맡았으며, 피켓은 1970년 드라마 '올 마이 칠드런'이 시작될 때부터 이 역할을 맡아왔다. 26년 후, 피켓은 반복 출연진으로 반은퇴를 하고 싶었습니다. 네트워크와의 협상이 결렬되었고 메리웨더가 루스 마틴 역에 캐스팅되었다. 1998년, ABC는 메리웨더의 에이전트들과 교착 상태에 빠졌다고 판단했고, 메리 피켓은 다시 반복 출연진으로 복귀했다. 피켓은 2000년 12월에 다시 은퇴했습니다. 이번에는 영원히 은퇴했다. ABC는 2002년에 루스 마틴 캐릭터를 되살리기로 결정했지만, 피켓은 여전히 은퇴 상태였다. 메리웨더는 다시 돌아와 쇼가 끝날 때까지 계속해서 출연했다.

### 2000년대
2002년에는 다큐멘터리 영화 '미스 아메리카'에 출연했다. 2003년 메리웨더는 TV-영화 '박쥐굴로 돌아가기'에 출연했고 아담과 버트의 모험 그녀는 또한 오프브로드웨이에서 인터랙티브 코미디 영화인 '실비아 할머니의 장례식'에도 출연했다. 그녀는 비디오 게임 메탈 기어 솔리드 4: 플레이스테이션 3용 패트리어츠의 총에서 빅 마마의 목소리를 맡았는데 그녀는 또한 게임의 오프닝 비디오 중 하나에서 토크쇼 진행자로 출연하여 게임에서 솔리드 스네이크의 목소리를 맡은 데이비드 헤이터와 인터뷰를 진행되었다. 2006년에는 제임스 가너, 애비게일 브레슬린, 빌 코브스 등과 함께 '더 얼티밋 기프트'에 출연했다. 2008년, 메리웨더는 디즈니 채널 오리지널 시리즈 '웨이벌리 플레이스의 마법사들'의 에피소드 '하퍼 노우즈'에서 만화책 캐릭터 배틀 디바 역으로 짧은 카메오 출연을 했다. 2010년, 그녀는 노 리미트 키즈에서 할리우드 베테랑 빌 콥스와 다시 한 번 스크린에서 재회했는데 중학교에 대한 많은 이야기가 나왔고 그녀는 플래티넘게임즈의 비디오 게임 밴퀴시에서 윈터스 대통령의 목소리를 맡았다.

### 2010년대
메리웨더는 무대, 텔레비전, 게임 성우, 장편 영화 작업을 계속했는데 그녀는 절망적인 주부들, 하와이 파이브-0, 더 리그, 그리고 돈트 트러스트 더 B에 게스트로 출연했다. 아파트 23호에서 가장 최근에는 마이클 랜든 주니어 감독의 속편이자 프리퀄인 '더 얼티밋 기프트, 더 얼티밋 라이프(2013)'에서 헤이스팅스 양 역을 다시 맡았는데 그녀는 단편 영화 '키티'에도 출연하고 있었다.
그녀는 코믹콘에 출연하여 배트맨, 스타트렉, 타임 터널에서 자신의 역할에 대해 이야기했다.

## 출연 작품
- 웨이팅 인 더 윙스: 스틸 웨이팅 (2016)
- 써니 인 더 다크 (2016)
- 미드나잇 인 뉴욕 (2016, A New York Christmas)
- 어 호스 포 썸머 (2015)
- 브레이킹 레그스 (2015)
- 인 메모리 (2014)
- 얼티메이트 라이프 (2013)
- 버스데이 케이크 (2013)
- 사일런트 벗 데들리 (2012)
- 선셋 스토리스 (2012)
- 터칭 홈 (2008)
- 최고의 유산 (2006)
- 리턴 오브 더 배트케이브 (2003)
- 몬스터 가족 (1988)
- 트루 그릿 (1978)
- 철인들 (1969)
- 라일라 클레어의 전설 (1968)
- 털보 가족 (1966)
- 타임 터널 (1966)
- 범고래 나무 (1966)
- 배트맨 (1966)
- 4차원의 사나이 (1959)

### 텔레비전
- FBI(영어판) (1965)
- 나의 세 아들 (1960)
- 배트맨 - 66년 TV 시리즈 (1966)
- 제5전선 (1966)
- 사랑의 유람선 (1977)
- 명탐정 바나비 존즈 (1973)
- 페리 메이슨 (1957)

## 수상 경력
- 1975년 골든 글로브상 후보, 최우수 TV 여배우상 (드라마)

- 1976년 골든 글로브상 후보, 최우수 TV 여배우상 (드라마)

- 1977년 에미상 후보에 오른 드라마 시리즈 여우조연상 수상 경력